# اولگ سایتوف
اولگ سایتوف (روسی: Оле́г Элекпа́евич Саи́тов؛ زادهٔ ۲۶ مهٔ ۱۹۷۴) بوکسور اهل روسیه بود.
وی همچنین برندهٔ جوایزی همچون نشان دوستی شده‌است.